# Нероновка (Самарская область)
Нероновка — село в Сергиевском районе Самарской области. Входит в сельское поселение Светлодольск.
Расположено на левом берегу Сока в 13 км к юго-западу от Сергиевска и в 90 км к северо-востоку от Самары.

## История
Первое официальное упоминание о селе встречается в документе «Волости и важнейшие селения Европейской России 1886 года». На момент его составления, в селе насчитывалось 115 дворов и 775 жителей. Но встречаются и более ранние упоминания, так например в метрических книгах Бугурусланского уезда за 1869 год упоминаются жители деревни Нероновка, которые крестились в храме соседнего села Павловка. Изначально Нероновка являлась государственной деревней, то есть в ней жили государственные крестьяне, которые хоть и были прикреплены к земле, имели относительную свободу, так как не принадлежали помещику. Но примерно в начале XX века она обрела статус села.
По данным списка населенных мест Самарской губернии, к 1910 году в Нероновке проживало 578 мужчин, и 579 женщин. Число дворов возросло до 160, а так же в селе появились: своя церковь, одноклассная школа, 3 маслобойни, 1 обдирка. Население села было преимущественно православным, но также в нём проживали и раскольники.

## Население
| 2008 | 2010 |
| ---- | ---- |
| 341  | ↘335 |

## Русская православная церковь
Строительство храма в честь Казанской иконы Божией Матери села Нероновка было начато в 1908 году и завершено в 1911 году. Место постройки было выбрано не случайно — местные жители неоднократно видели на месте будущего храма огни, как от горящих свечей. По одному из местных преданий на месте будущего храма находились амбары для зерна, и в конце 1907 года одна из жительниц села Нероновка ночью видела Царицу Небесную с ангелами на этом месте. После этого был созван сход села, на котором решили построить в Нероновке свой храм. Сельчане не жалели сил и средств на строительство и украшение церкви. Деревянный храм был построен на каменном фундаменте, обшит войлоком. Его воздвигли в русском стиле, в форме креста. Бревна были привезены из села Новый Буян. На прекрасный резной иконостас ушло около 2,5 кг сусального золота. Иконы академического письма. Несколько икон были перевезены из закрытого храма села Павловка Сергиевского района.
Нероновский храм был закрыт в 1939 году в течение четырех лет, в годы советской власти в нем находилось зернохранилище. Благодаря мужеству и благоразумию тогдашнего председателя сельского совета Ивана Александровича, сохранился старинный иконостас. Председатель повелел заколотить его досками, иконы занесли в алтарь. Это спасло их от разрушения, остались целыми даже стекла. К сожалению, сильно пострадали фрески, так как использование храма под зернохранилище привело к появлению внутри здания сырости. Роспись была восстановлена при священнике Иоанне Соловьеве, а более поздняя реставрация произошла в 1974 г при о. Иоанне Державине.
Храм представляет собой огромную историческую, культурную и духовную ценность для района.
Среди священников храма в честь Казанской иконы Божией Матери были: о. Василий Перов, о. Иоанн Соловьев, о. Пантелеимон Соколов, затем о. Иоанн Державин.